# Dzietrzychowo
Dzietrzychowo (niem. Dietrichsdorf) – wieś w Polsce położona w województwie warmińsko-mazurskim, w powiecie bartoszyckim, w gminie Sępopol.
W latach 1954–1971 wieś należała i była siedzibą władz gromady Dzietrzychowo, po jej zniesieniu w gromadzie Sępopol. W latach 1975–1998 miejscowość administracyjnie należała do województwa olsztyńskiego. 
Przez wieś przepływa struga Mamlak.
Nazwa wsi pochodzi od Dytryka Skomanda, potomka wodza Jaćwingów, który otrzymał starą wieś pruską w 1366 r. od wielkiego mistrza Winrycha von Kniprode. 

## Historia
W 1366 roku wieś była majątkiem szlacheckim. W XVI wieku wybudowano tu kościół, a przy kościele powstała szkoła parafialna. W czasach reformacji kościół był w posiadaniu ewangelików. W 1737 szkoła przeszła pod nadzór państwowy.
Na początku XIX Dzietrzychowo było wsią królewską i została uwłaszczona.
W 1935 r. w szkole pracował jeden nauczyciel oraz uczyło się 53 uczniów. W 1939 r. we wsi było 280 mieszkańców. Pod koniec drugiej wojny światowej kościół spłonął. Dopiero w latach 1973–76 został odbudowany i przywrócony katolikom (filia parafii we Lwowcu).
W 1954 r. Dzietrzychowo zostało siedzibą gromady i Gromadzkiej Rady Narodowej. Nowy budynek szkolny wybudowano w latach 60. XX wieku. W 1978 r. we wsi było 16 indywidualnych gospodarstw rolnych, gospodarujących na łącznej powierzchni 115 ha. W tym czasie we wsi funkcjonowała ośmioklasowa szkoła podstawowa, boisko sportowe, klub, biblioteka, sala kinowa na 60 miejsc, urząd pocztowy, leśnictwo, sklep wielobranżowy. W 1983 r. we wsi było 26 domów w zwartej zabudowie oraz 430 mieszkańców.

## Zabytki
Miejscowy kościół pw. Matki Boskiej Wspomożenia Wiernych pochodzi z XIV wieku (wzmiankowany w dokumentach w 1398 r.), górna drewniana część wieży z 1793. Zachowały się gotyckie malowidła ścienne z postaciami świętych z 2 ćwierci XV wieku., natomiast barokowe wyposażenie wnętrza uległo zniszczeniu po II wojnie światowej, gdy kościół był pozbawiony opieki.
Jest to mała budowla salowa z zakrystią od północnej strony, ściana północna bez okien, ściana wschodnia z bardzo ładnym szczytem schodkowym, zapewne o sto lat późniejsza. Wieża w dolnej części murowana, górna drewniana. Interesujące są polichromie wnętrza kościoła z drugiej ćwierci XV: fryz z wici palmetowej, Hortus conclusus, fragment Sądu Ostatecznego, postacie Apostołów. Gotyckie sakrarium znajduje się w ścianie wschodniej, jest zabezpieczone kutą kratą. Manierystyczna ambona pochodzi z początku XVII w, polichromowana. Dzwon z giserni Marcina (Mertensa) Kaysera w Gdańsku z roku 1549 r.